# Hoogmeien
Hoogmeien (51° 56′ N, 5° 30′ L) é uma vila dos Países Baixos, na província de Guéldria. Hoogmeien pertence ao município de Buren, e está situada a 8 km, a nordeste de Tiel.